# Willard (Kansas)
Pour les articles homonymes, voir Willard.
Willard est une municipalité américaine principalement située dans le comté de Shawnee au Kansas.

## Géographie
Willard se trouve à environ 25 km à l'ouest de Topeka, sur la Kansas.
La municipalité s'étend en 2010 sur une superficie de 0,11 mille carré (0,28 km2), dont une petite partie se trouve dans le comté de Wabaunsee (sept habitants).

## Histoire

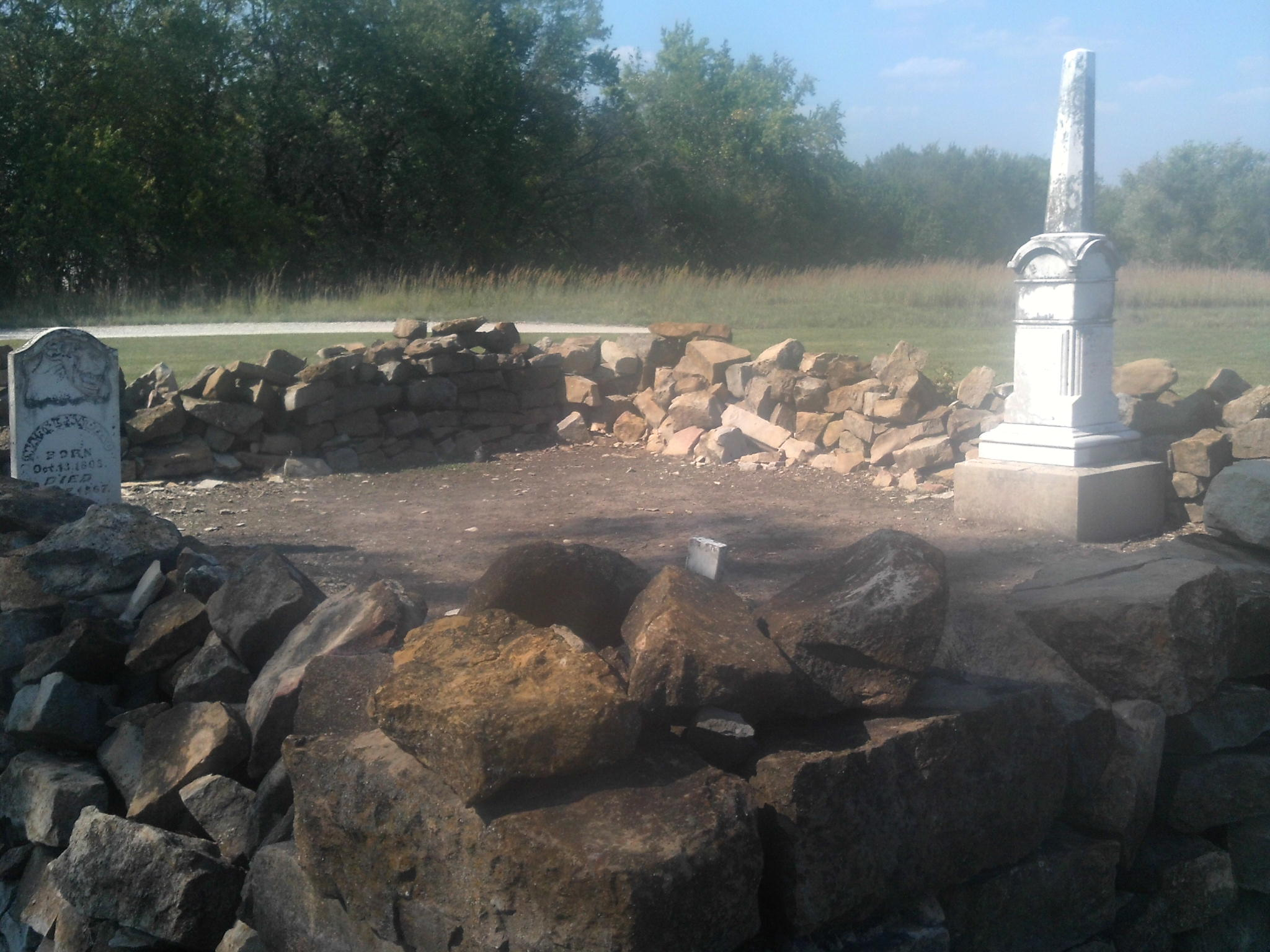
Le cimetière d'Uniontown.

Willard est fondée sur la rivière Kansas et le Chicago, Rock Island and Pacific Railroad. Le bureau de poste de Willard ouvre en 1887 lorsqu'il est déplacé depuis Post Creek, ouvert en 1879 ; il ferme en 1959.
L'origine du nom de Willard n'est pas certaine. Le bourg devient une municipalité en 1912.
Le cimetière d'Uniontown, situé au sud de Willard, est inscrit au Registre national des lieux historiques. Il est l'unique vestige du village d'Uniontown, qui ne dura que quelques années au milieu du XIXe siècle, décimé par une épidémie de choléra.

## Démographie
Lors du recensement de 2010, sa population est de 92 habitants. Elle est estimée à 91 habitants en 2018.